# Hikikomi-Gaeshi
Hikikomi-Gaeshi (retourner en tirant la saisie, en japonais : 引込返) est une technique de projection du judo. Hikikomi-Gaeshi fait partie des techniques de "pur/vrai" sacrifice (Ma-Sutemi-Waza). Cette technique est aussi appelée Hikkomi-Gaeshi.

## Exécution
Il existe de nombreuses formes de Hikikomi-Gaeshi. Les voici:
- Forme «par le bras»: Tori doit attraper le bras d'Uke un peu comme Ippon-Seoi-Nage et le tirer pendant qu'il se jette en arrière, tout en plaçant sa jambe entre celles d'Uke. Tori exécute le même déséquilibre et la même action que pour Sumi-Gaeshi.
- Forme par la ceinture: c'est la plus utilisée et la plus connue. C'est similaire à Sumi-Gaeshi, mais Tori attrape la ceinture d'Uke et la tire pour effectuer la projection avec plus d'efficacité.
- Forme en Yoko-Sutemi-Waza: cela commence de la même façon que la manière classique; mais cette fois, au lieu de placer le mouvement de jambes, Tori se jette à côté tout en tirant. Cela ressemble un peu à un Yoko-Wakare mais en saisissant la ceinture et en chute déjà amorcée.
- Mawari-Komi-Hikikomi-Gaeshi: signifie «retourner (gaeshi) en tirant (hiki) sur la saisie (tori) circulairement (mawari)». Tori feint l'attaque de Ko-Soto-Gake, puis engage sa jambe de crochetage entre les deux d'Uke, en accrochant la plus éloignée. Tori doit tirer Uke tout en soulevant la jambe et en tournant, un peu comme Yoko-Guruma.